# Цар Бомба
Цар Бомба (на руски: Царь-бомба) е названието на руска водородна бомба, най-мощното ядрено оръжие, което някога е създавано и взривявано по време на ядрени изпитания. Името ѝ е дадено по аналогия с Цар Топ и Цар Камбана.
Бомбата е конструирана в СССР от група физици под ръководството на академик Игор Курчатов. В групата на разработчиците влизат Андрей Сахаров, Виктор Адамски, Юрий Бабаев, Юрий Трунов и Юрий Смирнов. Бомбата е взривена на височина 4 km над остров Нова Земя на 30 октомври 1961 г. Мощността ѝ се равнява на 58,6 мегатона тротилов еквивалент или близо 3600 пъти по-мощна от първата атомна бомба, взривена на 6 август 1945 г. над град Хирошима.

## Разработка
Първоначално зададеният вариант на бомбата е бил с мощност 101,5 мегатона, но е отхвърлен от конструкторското бюро ОКБ-156 като много тежка и прекалено опасна. Учените разработчици се опасяват, че такъв ядрен взрив ще причини голямо радиоактивно замърсяване. Ядрените инженери и конструктори обещават да намалят мощността на 63 мегатона, заменяйки външната обвивка от необогатен уран с олово, а авиоконструкторите предлагат преработка на съответен вариант на бомбардировач – Ту-95 и Ту-16. Новата ядрена бомба по приета в СССР традиция получава кодово име „Ваня“ или „Иван“ и „Изделие 202“, а избраният за носител самолет е „Ту-95Б“.
Първите разработки по тази тема стават възможни след разговорите на Курчатов и Туполев, който назначава за ръководител на проекта своя заместник А.В.Надашкевич. Проведените анализи и изчисления показват, че окачването на такъв голям товар ще изисква изменения в товарния отсек и устройствата за окачване и пуск.
В първата половина на 50-те години на XX век е готов чертежът на габаритите и теглото на „Ваня“, както и компонентният чертеж на неговото поставяне. Както първоначално се предполага, теглото на бомбата заема 15% от летателната маса на самолета, но неговите габарити налагат снемането на горивните резервоари от фюзелажа. Разработените за окачване на бомбата нови носачи тип БД-7-95-242 (БД-242) са близки по конструкция до БД-206, но значително по-здрави. Носителят има три бомбардировъчни ключалки тип ДЕР 5 – 6 с товароносимост всяка по 9 тона. Успешно е решено и пусковото управление на бомбата. Електроавтоматиката осигурява едновременното отключване на 3-те ключалки, според изискванията за безопасност. На 17 март 1956 г. излиза правителствено постановление, съгласно което ОКБ-156 е длъжно да пристъпи към преоборудване на „Ту-95“ като носител на ядрена бомба с голяма мощност. Работата се извършва в Жуковск от май до септември, когато „Ту-95В“ е приет от поръчителите и предаден за летателни изпитания. Изпитанията се водят от полковник Куликов и включват пуск на макет на бомбата.

## Конструкция
Бомбата има тристепенна структура. Първата степен е атомна бомба с мощност 1,5 мегатона, която служи за взривател на втората степен. Втората степен е водородна бомба с мощност 50 мегатона. Атомната и водородната бомби са поставени в третата степен – обшивка от уран 238. Взривяването на втората степен води до термоядрен взрив и създаването на бързи неутрони, които бомбардирайки урановите ядра предизвикват разпада им и нова атомна експлозия. Добавянето на устойчивия уран 238 повишава мощността на взрива до 5 пъти и увеличава радиацията до 10 пъти. Наричат реакцията „Джекил-Хайд“, но тя не е приета при разработката поради катастрофалното радиационно замърсяване. Затова обшивката от уран е заменена с оловен еквивалент, което намалява малко теглото на бомбата и мощността на взрива става наполовина от планираните 101 мегатона. В този си вид свърхбомбата трябва да тежи по проект около 26 тона.

## Изпитания
Носителят на термоядрената бомба е готов, но неговото реално тестване е отложено. На Хрушчов е предстояло пътуване в САЩ, а и в Студената война настъпва пауза. Ту-95Б е преместен на летище в Урал, където вече не се води като бойна машина. През 1961 г. става ново изостряне на отношенията и нов тласък на Студената война. На бомбардировача спешно биват сменени пусковите електрически системи, премахнати са стените на товарния отсек, защото реалната бомба се оказва доста по-голяма от макета. Теглото на бомбата е 27 тона, а на парашута 800 кг. Преоборудваният самолет е преместен на летище до селището Ваенг. Скоро бомбардировачът, покрит със специален слой термозащитна боя с бял цвят и с истинската ядрена бомба, поема курс към Нова Земя, пилотиран от екипаж с командир майор Андрей Дурновцев.

## Експлозията
На 30 октомври 1961 г. Ту-95Б с командир майор Дурновцев излита от Оленя към ядрения полигон „Сухой нос“ на остров Нова земя. Съпроводен е от самолет лаборатория Ту-16А. Бомбата е пусната с парашут от височина 10 500 m и взривена чрез барометричен способ на 4000 m от повърхността на земята. При взрива се е създало налягане от 1 милион атмосфери, а температурата е била около 10 милиона градуса. Огненото кълбо по време на взрива е с радиус 4,6 km, ядрената гъба е с височина от 67 km, а върхът на „шапката“ ѝ е с диаметър от 95 km. Светлинно лъчение е могло да причини изгаряния трета степен в диаметър от 100 km. Ударната взривна вълна обикаля земното кълбо три пъти, а йонизация на атмосферата причинила радиосмущения на стотици километри от мястото на взрива в продължение на 40 минути.